# Volksgemeinschaft
Volksgemeinschaft bezeichnete in der politischen Ideenwelt des 19. und 20. Jahrhunderts das (völkische) Ideal einer weitgehend konfliktfreien, harmonischen Gesellschaftsordnung, die Klassenschranken und Klassenkampf hinter sich gelassen hatte. Diese wurde als Gemeinschaft beschrieben, im Gegensatz zu dem Begriff der Gesellschaft, der als künstlich und undeutsch abgelehnt wurde. Seit dem Ersten Weltkrieg benutzten fast alle deutschen Parteien diesen Begriff. Besonders wirkungsmächtig war die Formel von der Volksgemeinschaft in der Zeit der nationalsozialistischen Diktatur. 1937 definierte Meyers Konversations-Lexikon Volksgemeinschaft als „Zentralbegriff des nationalsozialistischen Denken[s]“.

## Begriffsgeschichte
Erstmals wurde das Wort Volksgemeinschaft wahrscheinlich in Gottlob August Tittels Übersetzung von 1791 eines Textes von John Locke verwendet. Volksgemeinschaft brachte dort die Wortfolge “in any [particular] place, generally” auf den Punkt. Zu Wissenschaftlern des neunzehnten Jahrhunderts, die von „Volksgemeinschaft“ sprachen, gehören Friedrich Schleiermacher, Friedrich Carl von Savigny, Carl Theodor Welcker, Johann Caspar Bluntschli, Hermann Schulze, Wilhelm Dilthey, Wilhelm Wundt und Ferdinand Tönnies.

### Im Deutschen Kaiserreich
Gegen Ende des 19. Jahrhunderts wurden ethnische Zugehörigkeit und Sprache zu Kriterien der Bestimmung einer Nation. Der Nationsbegriff war stärker mit dem Begriff „Staat“ verknüpft, „Volk“ dagegen ließ sich leichter ethnisch verstehen. Der Begriff „Volksgemeinschaft“ ersetzte zunehmend den bis dahin geläufigen der „Volksnation“.
„Volksgemeinschaft“ als Gegenbild zur modernen, von Konflikten und sozialen Gegensätzen geprägten Gesellschaft war für verschiedene politische Gruppierungen – besonders für konservative, aber auch liberale, nationalbolschewistische und christliche Bewegungen – attraktiv. Durch den von Ferdinand Tönnies herausgestellten Gegensatz von Gemeinschaft und Gesellschaft gewann der Begriff der Volksgemeinschaft an Popularität. In ihm bilden sich die von Tönnies geprägten Antinomien ab: Einheit gegen Pluralität, Individualismus gegen Verbundenheit der Gemeinschaft, Sonderinteressen gegen Gemeinwohl. Zunächst war der Gemeinschafts-Begriff politisch noch weitgehend deutungsoffen; er konnte „national“, „sozialistisch“, „konservativ“ oder „völkisch“ interpretiert werden. Ein Teil dieser Volksgemeinschaften waren die gegen den Klassenkampf gerichteten Werksgemeinschaften, die ein harmonisches Miteinander von Arbeitgebern und Arbeitnehmern anstrebten. Sie wurden als „Gelbe“ diskreditiert (Gelb als Farbe des Verrats), konnten sich aber dennoch bis in die Weimarer Republik organisieren. Obwohl politisch im Liberalismus gegründet, bildeten sich unter den Werksgemeinschaften auch andere politische Richtungen heraus, wie etwa mit der Deutschen Werkgemeinschaft (DW, ab 1921) Otto Dickels eine völkische Gruppierung mit monopolistischem Anspruch.
Das ethnisch definierte Volk war in dieser Vorstellungswelt nicht mehr klassisches Staatsvolk, für das Institutionen und Recht eines Staates charakteristisch sind, sondern imaginierte Abstammungsgemeinschaften, gemeinschaftliches Blut und Boden waren die gemeinsamen Merkmale. Dementsprechend wurden die Begriffe von Staat und Staatsgebiet durch die von Volk und Lebensraum ersetzt. Dieser Lebensraum sei das Territorium des ethnisch definierten Volkes.
Die Staatswissenschaftler Johann Plenge und Rudolf Kjellén popularisierten die Vorstellung von einem Staat, in dem „alle mit gleichem Anteil leben“, was auf Inklusion und Homogenität abzielte. Unterstützt wurde dieser Gedanke von so unterschiedlichen Gelehrten wie Franz Oppenheimer, Werner Sombart, Ferdinand Tönnies, Max Scheler, Friedrich Meinecke und Ernst Troeltsch. Die ethnische Definition des Volkes und die Vorstellung der Homogenität entsprachen jedoch nicht der Zusammensetzung der Bevölkerung auf deutschem Staatsgebiet. Bereits 1911 wurde die Volksgemeinschaftsidee vom Alldeutschen Verband im Sinne von Ausgrenzung und Vertreibung Fremdsprachiger verstanden. Juden, Katholiken und nationale Minderheiten (preußische Polen, französischsprachige Lothringer, Dänen in Nordschleswig) sollten nicht zur Volksgemeinschaft gehören. Hierbei taten sich insbesondere Georg von Below, Eduard Meyer, Dietrich Schäfer und Reinhold Seeberg hervor, die der 1917 gegründeten Deutschen Vaterlandspartei nahestanden.

### Im Ersten Weltkrieg
Die Entwicklung zu einem politischen Schlüsselbegriff erfolgte im Ersten Weltkrieg unter dem Eindruck des Augusterlebnisses von 1914. Nachdem im Reichstag sämtliche Abgeordnete den Kriegskrediten zugestimmt hatten, entstand in Teilen der Bevölkerung ein Hochgefühl nationaler Einheit, das Kaiser Wilhelm II. in dem Satz zusammenfasste, er kenne keine Parteien mehr, sondern nur noch Deutsche. Zwei Tage vorher hatte auch die Führung der sozialdemokratischen Gewerkschaften beschlossen, für die Dauer des Krieges auf Arbeitskämpfe zu verzichten. In den Großstädten kam es zu nationalistischen Massendemonstrationen. Die soziale, politische und konfessionelle Spaltung des deutschen Volkes schien sich in einem Taumel nationaler Begeisterung aufzulösen. Beeindruckt durch das „Augusterlebnis“ entwickelten zahlreiche Journalisten, Professoren und Intellektuelle 1914/15 in Artikeln und Broschüren die Ideen von 1914, die den Krieg als Ausgangspunkt einer neuen nationalen Einheit feierten. An diese Publikationen konnten die Nationalsozialisten während der Weimarer Republik mit ihren Volksgemeinschaftsparolen anschließen.

### In der Weimarer Republik
Nach dem verlorenen Krieg wurde das völkische Denken in Deutschland tragender Konsens und bestimmend für die nach Armin Mohler so benannte Konservative Revolution, bestehend aus völkischer Bewegung, Jungkonservativen, Nationalrevolutionären, Landvolkbewegung und Jugendbewegung (Bündischen). Deutsche definieren sich angesichts ihrer ursprünglichen staatlichen Zersplitterung anders als beispielsweise Frankreich oder Großbritannien in der Regel nicht als Staatsnation und tendierten daher auch leichter zu einer Ethnisierung des Volksbegriffes. In der romantisch geprägten Jugendbewegung des Wandervogels und besonders des Jungdeutschen Ordens wurde die Volksgemeinschaft aufbauend auf kleine überschaubare Räume (Nachbarschaftshilfe) als Ideal der künftigen Gesellschaft propagiert. Gegen die vermeintlich anonyme, von ökonomischen Nutzenüberlegungen, egoistischem Individualismus und Parteienstreit (das Parlament galt als Schwatzbude) bestimmte „Gesellschaft“ sollte eine wahre demokratische Gemeinschaft des Volks verwirklicht werden. Mohler: „Nehmen wir beispielsweise das Individuum. In der ‚Konservativen Revolution‘ verliert es seinen unbedingten Wert und wird zum Teil eines Ganzen – zu einem Teil allerdings, der seine besondere Würde dadurch erhält, dass er Teil eben dieses Ganzen ist.“ Nach Kellershohn gehört „der Primat des Ganzen, des Volkes, der Volksgemeinschaft“ zu den „Grundprinzipien des völkischen Denkens und bildet sicherlich nicht eine Grenze zwischen dem, was Mohler unter Konservativer Revolution versteht, und der NS-Ideologie.“

### Im Nationalsozialismus
Die nationalsozialistische Lehre definierte die Volksgemeinschaft als „die auf blutmäßiger Verbundenheit, auf gemeinsamem Schicksal und auf gemeinsamem politischen Glauben beruhende Lebensgemeinschaft eines Volkes, der Klassen- und Standesgegensätze wesensfremd sind. Die Volksgemeinschaft ist Ausgang und Ziel der Weltanschauung und Staatsordnung des Nationalsozialismus.“ Dabei war die Zugehörigkeit zur arischen Rasse zwar eine notwendige Bedingung für die Zugehörigkeit zur (deutschen) Volksgemeinschaft, aber sie war nicht hinreichend. Die Volksgemeinschaft war eine Gesinnungsgemeinschaft, die das Bekenntnis zur Weltanschauung des Nationalsozialismus erforderte.
„Volksgemeinschaft“ im Nationalsozialismus versprach soziale Gemeinschaft, Überwindung der Klassengesellschaft, politische Einheit und nationalen Wiederaufstieg. Große Teile der deutschen Bevölkerung teilten diese sozialen Ziele und ließen sich durch diese Ziele mobilisieren. Außerdem wirkte der Begriff Volksgemeinschaft auch ausgrenzend: Wer im Sinne der nationalsozialistischen Ideologie kein Volksgenosse war, konnte auch nicht an der Volksgemeinschaft teilhaben. Somit war die Teilhabe an der Volksgemeinschaft ausschließlich den im Sinne der Ideologie als Arier definierten Deutschen möglich. Die Vorstellung von einer Volksgemeinschaft war Motor für die Wahlkampferfolge der NSDAP vor 1933; nach 1933 setzte sie erhebliche soziale Schubkräfte frei, die die Ausbreitung der nationalsozialistischen Organisationswelt vorantrieben. „Volksgemeinschaft“ wurde im gesellschaftlichen Alltag ganz unterschiedlich verwendet, wie Dietmar von Reeken und Malte Thießen bemerken: „Die soziale Wirksamkeit dieser Utopie setzte ihre Vieldeutigkeit voraus. […] Je nach Interesse und Situation ließ sich der Begriff nationalistisch, antisemitisch oder militaristisch auslegen. Er entsprach Blut-und-Boden- oder Gleichheitsvorstellungen ebenso wie dem Leistungsgedanken, er stand für Kameradschaft und Gemeinschaft (vs. Gesellschaft) oder Kultur (vs. Zivilisation) – und gelegentlich auch für alles zusammen.“ So wurde „Volksgemeinschaft“ zu einer Zentralmetapher für die sozialen Seiten des NS-Staates und war eine der schlagkräftigsten Formeln der NS-Propaganda. Insbesondere bei der jüngeren Generation trugen der Begriff und sein Anspruch auf eine Modernisierung der staatlichen Einrichtungen zur Legitimation des NS-Regimes bei.
Mit dem Begriff der „Volksgemeinschaft“ wurde ein Ideal sozialer Geborgenheit, politischer Gerechtigkeit und nationaler Erneuerung der deutschen Gesellschaft propagiert. Wer allerdings nicht zur deutschen „Volksgemeinschaft“ gehörte oder gehören wollte, wurde ausgegrenzt, zum Feind erklärt oder sogar vernichtet. Merkmale dieser Ordnungsvorstellungen waren:

#### Integrationsvorstellungen
- Bekenntnis zur völkischen „Glaubens- und Kampfgemeinschaft“: „Erst wenn der ideale Drang nach Unabhängigkeit in den Formen militärischer Machtmittel die kampfesmäßige Organisation erhält, kann der drängende Wunsch eines Volkes in herrliche Wirklichkeit umgesetzt werden.“ (Adolf Hitler, Mein Kampf) Die ideologisch maßgebliche Tageszeitung hieß Völkischer Beobachter.
- Propagandistische Ausklammerung aller Unterschiede in Stand, Vermögen, Bildung und Wissen (dem allerdings später von Joseph Goebbels widersprochen wurde)
- Führer- und Gefolgschaftsprinzip
- quasi-religiöses Gemeinschaftserlebnis durch Rituale wie Massenaufmärsche, Fackelzüge und nationalsozialistischer Weihnachtskult, Nachtkundgebungen mit „Lichtdomen“, Sakralisierung von Swastika und SS-Rune (Schutzstaffel), propagandistisch aufgezogene Straßensammlungen für das Winterhilfswerk des Deutschen Volkes, den Eintopfsonntag, Ritualformeln (z. B. bei Gefallenen-Anzeigen: „In stolzer Trauer“) – (siehe auch Victor Klemperer, LTI – Notizbuch eines Philologen)
- konsequente nationalsozialistische Erziehung (siehe auch: Nationalpolitische Erziehungsanstalt, Erziehung im Nationalsozialismus)
- Ehrung der Mutter, zum Beispiel durch Mutterkreuz
- Mit Hilfe der Unterorganisation Kraft durch Freude (KdF) konnte die Regierung die Freizeitgestaltung der Deutschen beeinflussen. Ebenso ermöglichten die Gliederungen der Hitler-Jugend (Jungvolk, eigentliche Hitlerjugend, Jungmädel, Bund Deutscher Mädel und das BDM-Werk „Glaube und Schönheit“) dem nationalsozialistischen Regime Einflussnahme auf das Denken und Handeln der Kinder und Jugendlichen.

#### Rassistische und antisemitische Exklusion
- Der völkische Staat: „Wir haben schärfstens zu unterscheiden zwischen dem Staat als einem Gefäß und der Rasse als dem Inhalt […]. Das Deutsche Reich soll als Staat alle Deutschen umschließen mit der Aufgabe, aus diesem Volke die wertvollen Bestände an rassischen Urelementen nicht nur zu sammeln und zu erhalten, sondern langsam und sicher zur beherrschenden Stellung emporzuführen.“[16]
- Durch die Deutsche Arbeitsfront wurden Arbeitnehmer stärker in diese „Volksgemeinschaft“ eingebunden und Nicht-Anpassungswillige kurzerhand als „Volksschädlinge“ in Erziehungslager deportiert.
- „Arisierung“, die Enteignung der jüdischen Bevölkerung.
- Germanisierung und „Verteidigung“ des „Deutschtums“ und der Volksdeutschen durch Eroberungskrieg.
- Rechtfertigung des Verbots von Gewerkschaften, der Verfolgung und Deportation von Homosexuellen, Kommunisten und Sozialisten, der Zwangssterilisation Behinderter, der Rassenhygiene durch Vernichtung, des Antiziganismus und des Antisemitismus bis hin zum Holocaust.

### Kontroversen über den Realitätsgehalt der nationalsozialistischen „Volksgemeinschaft“
Kontrovers wird in der Forschung die Frage diskutiert, ob die „Volksgemeinschaft“ der Nationalsozialisten in erster Linie eine Propagandaparole war oder ob und inwieweit sie auch die soziale Realität der „arischen“ deutschen Gesellschaft geprägt hat. Frank Bajohr und Michael Wildt vertreten die Ansicht, man dürfe die Formel von der Volksgemeinschaft nicht so verstehen, als seien „soziale Differenzen oder Eigentums- und Besitzverhältnisse im NS-Deutschland eingeebnet worden“. Vielmehr sei die Volksgemeinschaft in erster Linie eine „Verheißung“ geblieben. Im krassen Gegensatz dazu behauptet Götz Aly, das NS-Regime habe für ein „in Deutschland bis dahin nicht gekanntes Maß an Gleichheit und sozialer Aufwärtsmobilisierung“ gesorgt. Zurückhaltender argumentiert Michael Grüttner, der in seinem Beitrag für das Handbuch der deutschen Geschichte („Gebhardt“) davon ausgeht, „dass zumindest in Teilbereichen der deutschen Gesellschaft“ tatsächlich ernsthafte Versuche unternommen wurden, das Volksgemeinschaftskonzept in die Praxis umzusetzen. Vor allem im Reichsarbeitsdienst, in der Hitlerjugend und im Militär habe es „signifikante Egalisierungsprozesse“ gegeben. Nach Ludolf Herbst kam es in der Frage des totalen Arbeitseinsatzes im Zuge des totalen Krieges nach der Niederlage in Stalingrad zu einer Verschlechterung der Stimmung in der Arbeiterschaft, da das Regime selbst unter den Bedingungen des totalen Krieges die Volksgemeinschaft nicht zu verwirklichen verstand beziehungsweise es gar nicht erst versuchte. Die Meldungen aus dem Reich konstatierten am 4. Februar 1943, das man „vor allem in der Arbeiterschaft“ „geradezu mit Spannung“ darauf warte, „ob die Angehörigen der Oberschicht auch wirklich gerecht mit einbezogen werden“. Die Maßnahmen wurden skeptisch beobachtet; jede Ausnahme und Drückebergerei wurde sorgfältig registriert und nährte den Verdacht, dass die „besseren Schichten“ anders behandelt würden. Die Arbeiterschaft blieb misstrauisch und fand sich eher bestätigt.

### Nach 1945: Folgen der Volksgemeinschaft und Erinnerung
Nach Kriegsende war „Volksgemeinschaft“ zwar als Leitbegriff in politischen Programmen diskreditiert. Allenfalls die Deutsche Reichspartei (DRP) und die Sozialistische Reichspartei (SRP) warben in den 1950er und 1960er Jahren mit der Volksgemeinschaft als Wahlziel. Trotzdem finden sich auch jenseits des rechtsradikalen Spektrums in vielen politischen Debatten offensichtliche Bezüge oder sogar explizite Erwähnungen der „Volksgemeinschaft“. Der Zeithistoriker Malte Thießen schreibt, dass in Debatten im Deutschen Bundestag um Entschädigungen, um NS-Kriegsverbrecher oder Emigranten „völkische“ Grenzen gezogen wurden, an denen die Nachwirkungen der Volksgemeinschaft deutlich werden. Noch deutlichere Hinweise findet man laut Malte Thießen in Interviews mit Zeitzeugen: Hier werde die „Volksgemeinschaft“ so oft gebraucht, weil sie „als Kontrastfolie zur heutigen Zeit [dient], in der es nach Ansicht der Zeitzeugen keinen Zusammenhalt, keine Kameradschaft oder gegenseitige Hilfe mehr gibt“. Noch schwerere Folgen habe die „Volksgemeinschaft“ demnach bei Erinnerungen von ehemals Verfolgten. Interviews mit als Juden, Kommunisten oder politisch Verfolgten oder mit Widerstandskämpfern zeigen nach Auffassung Thießens, dass die Grenzen der „Volksgemeinschaft“ auch nach 1945 empfunden wurden. Die ehemals Verfolgten fühlten sich z. T. bis heute als Ausgeschlossene bzw. als „Gemeinschaftsfremde“ und beziehen sich daher auf die „Volksgemeinschaft“.
Nachwirkungen zeigt die „Volksgemeinschaft“ insbesondere noch in der politischen Kultur der NPD (2023 umbenannt in Die Heimat). Diese wirbt mit Parolen wie „Volksgemeinschaft statt Kapitalismus“ um Wählerstimmen und instrumentalisiert scheinbar schöne Werte der NS-Zeit für ihre Zwecke. In ihrem Parteiprogramm von 2010 hieß es noch: „Volksherrschaft setzt die Volksgemeinschaft voraus“.
Im NPD-Urteil des Bundesverfassungsgerichts vom 17. Januar 2017 war die Auseinandersetzung mit dem „von ihr vertretene[n] Konzept ethnischer Definition der ‚Volksgemeinschaft‘“ ein zentraler Aspekt bei der Feststellung verfassungswidriger Ziele der Partei:

„Dieses politische Konzept missachtet die Menschenwürde aller, die der ethnischen Volksgemeinschaft nicht angehören, und ist mit dem grundgesetzlichen Demokratieprinzip unvereinbar.“

Das aktuelle Parteiprogramm der FPÖ aus dem Jahr 2015 spricht davon, dass „die überwiegende Mehrheit der Österreicher … Teil der deutschen Volks-, Sprach- und Kulturgemeinschaft“ sei.
Der Jurist und Journalist Günter Platzdasch hebt hervor, dass das Bundesverfassungsgericht nur die Begriffsverwendung der NPD als mit dem Grundgesetz unvereinbar beurteilt habe. Mit dem Soziologen Helmut Schelsky verweist er auf historische Differenzen des Begriffsinhalts vor, während und nach der Zeit des Nationalsozialismus. Als Beispiel anderer Absichten der Begriffsverwendung nennt er etwa den Staatsrechtler Hermann Heller, der 1934 gegen die Fiktion einer „sozial und politisch homogene[n] Volksgemeinschaft“ betonte, dass die „Wirklichkeit von Volk und Nation […] aber in aller Regel keine Einheit [zeigt], sondern einen Pluralismus“.
Der Antisemitismusforscher Samuel Salzborn sah dagegen 2018 „Volksgemeinschaft“ als „historisch und untrennbar mit dem Nationalsozialismus verbunden“. Schon der Begriff selbst sei in einer Demokratie „unhaltbar“, da er eine zweifache Ausschließung produziere: Im Gegensatz zu Nation sei Volk nicht durch rationale, demokratische Kriterien definiert wie die Entscheidung, dazuzugehören oder nicht, sondern „durch vorpolitische Aspekte wie die Fiktion einer vorgeblich gemeinsamen Abstammung eines Kollektivs.“ In diesem Zusammenhang bilde Gemeinschaft einen Gegensatz zur offenen, letztlich freiwilligen Gesellschaft. Unter Verweis auf das BVerfG-Urteil 2017 fasst Salzborn zusammen, Volksgemeinschaft stehe nur für Zwang, sei „repressiv und totalitär sowohl gegenüber den Ein- wie Ausgeschlossenen“. Beeinflusst durch die Neue Rechte, versuche die AfD, den Begriff, allgemeiner die völkische Terminologie der Nazi-Vorläufer, als nicht genuin antidemokratisch darzustellen und wieder öffentlich verwendbar zu machen. So appellierte die AfD Sachsen-Anhalt in einem Weihnachtsgruß 2015 an die „Verantwortung für die Volksgemeinschaft“. Ihr Vorsitzender André Poggenburg argumentierte, das Kompositum sei ebenso wie die in ihm „enthaltenen Worte Volk und Gemeinschaft […] in keiner Weise negativ zu sehen“.